# Tomáš Vyoral
Tomáš Vyoral (Weißenfels, 28 settembre 1992) è un cestista ceco.

## Palmarès
- Campionato ceco: 3

ČEZ Nymburk: 2011-12, 2017-18, 2018-19
- Coppa della Repubblica Ceca: 3

ČEZ Nymburk: 2012, 2018, 2019
- Alpe Adria Cup: 1

Pardubice: 2019-20